# Marienkapelle am Untertrög

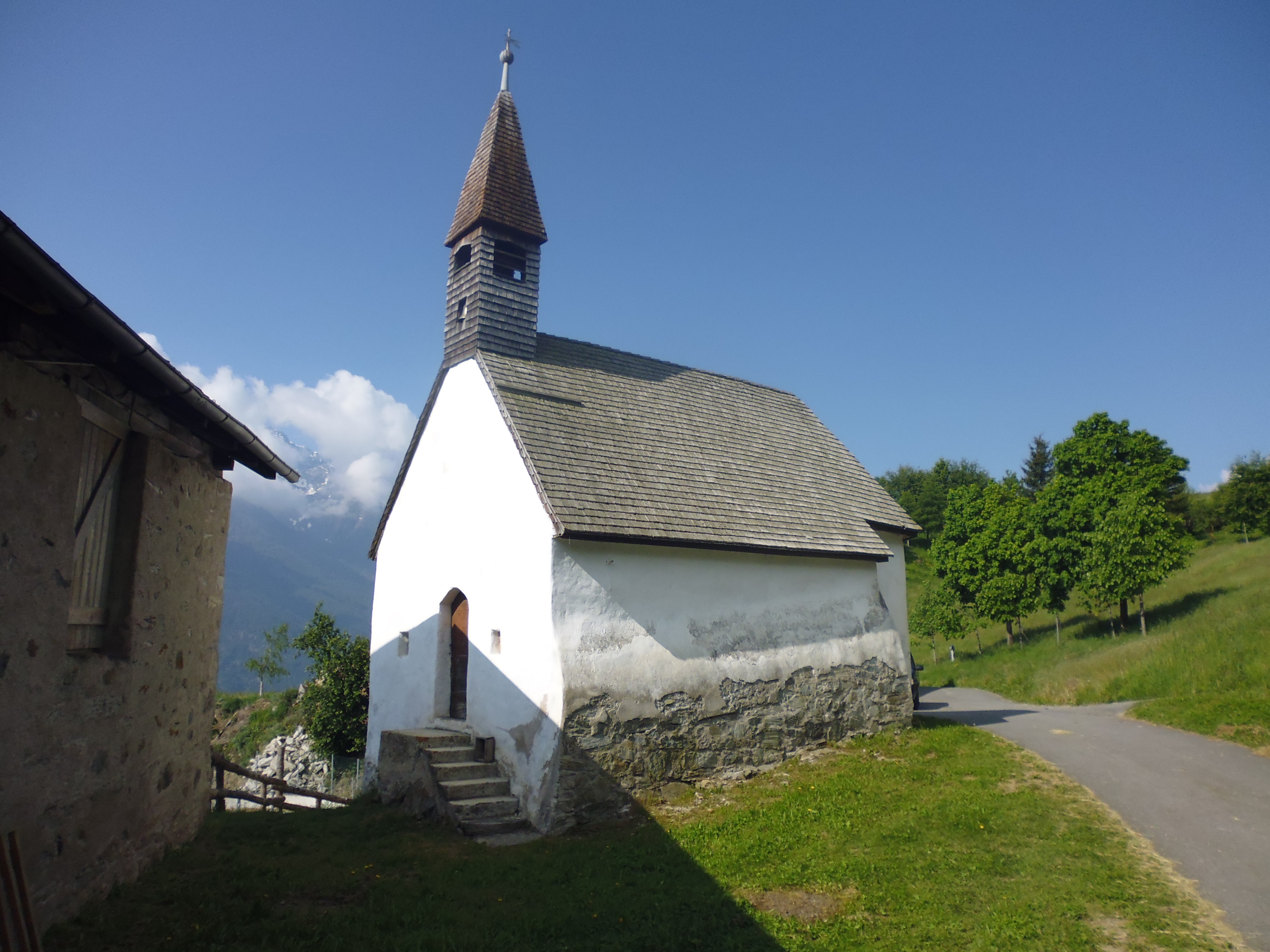
Marienkapelle am Untertröghof

Die Marienkapelle des Berghofes Untertrög befindet sich auf dem Gebiet von Allitz (Gemeinde Laas, Südtirol) auf 1486 m Höhe am Sonnenberg. Sie ist die einzige Kapelle auf dem Gebiet der drei Tröghöfe und dem Stifterhof. Errichtet wurde sie im Jahre 1752. Nur zur Talseite sind zwei rechteckige Fenster vorhanden. Das Dach ist mit Holzschindeln gedeckt und wird von einem hölzernen Dachreiter gekrönt. Der Dachreiter verfügt über eine Glockenstube und ist mit einem hölzernen Pyramidendach gedeckt, an deren Spitze sich eine Wetterfahne befindet. Eine kleine Glocke ist im Dachreiter aufgehängt, befindet sich jedoch nicht in der eigentlichen Glockenstube, sondern darunter an der Vorderseite des Dachreiters. Das Kirchenschiff verfügt über ein Tonnengewölbe mit polygonalem Chorschluss. Die Wände im Chor sind mit Dekorationsmalereien versehen.
Seit dem 12. Mai 1981 ist das Gebäude unter Denkmalschutz gestellt.

## Quelle
- Eintrag im Monumentbrowser auf der Website des Südtiroler Landesdenkmalamts

Koordinaten: 46° 38′ 7,7″ N, 10° 41′ 56,7″ O